# Well End (Hertfordshire)
Well End – wieś w Anglii, w hrabstwie Hertfordshire, w dystrykcie Hertsmere. Leży 19 km na południowy zachód od miasta Hertford i 21 km na północny zachód od centrum Londynu.